# Hypercompe neurophylla
Hypercompe neurophylla är en fjärilsart som beskrevs av Walker 1856. Hypercompe neurophylla ingår i släktet Hypercompe och familjen björnspinnare. Inga underarter finns listade i Catalogue of Life.